# Effingham (Nuevo Hampshire)
Effingham es un pueblo ubicado en el condado de Carroll en el estado estadounidense de Nuevo Hampshire. En el Censo de 2010 tenía una población de 1.465 habitantes y una densidad poblacional de 14,28 personas por km².

## Geografía
Effingham se encuentra ubicado en las coordenadas 43°44′48″N 71°2′31″O / 43.74667, -71.04194. Según la Oficina del Censo de los Estados Unidos, Effingham tiene una superficie total de 102.56 km², de la cual 99.51 km² corresponden a tierra firme y (2.97%) 3.05 km² es agua.

## Demografía
Según el censo de 2010, había 1.465 personas residiendo en Effingham. La densidad de población era de 14,28 hab./km². De los 1.465 habitantes, Effingham estaba compuesto por el 97.54% blancos, el 0.2% eran afroamericanos, el 0.27% eran amerindios, el 0.27% eran asiáticos, el 0% eran isleños del Pacífico, el 0.2% eran de otras razas y el 1.5% pertenecían a dos o más razas. Del total de la población el 1.3% eran hispanos o latinos de cualquier raza.